# Royal Bank of Scotland
Die Royal Bank of Scotland (RBS) ist ein weltweit agierendes Kreditinstitut mit Sitz in Edinburgh. Die Bank war im Jahr 2007 im Hinblick auf die Marktkapitalisierung das größte Finanzinstitut Schottlands, das zweitgrößte Großbritanniens, das drittgrößte Europas und das zehntgrößte der Welt. Vorstandsvorsitzender ist seit Oktober 2013 Ross McEwan, Aufsichtsratsvorsitzender ist seit September 2015 Howard Davies. Nach massiven Verlusten ab 2008 und Finanzhilfen der Regierung im Umfang von 45 Mrd. Pfund hielt der britische Staat zwischenzeitlich 84 % der RBS-Anteile. Am 8. Juli 2015 wurde bekannt, dass die britische Regierung plant, den Staatsanteil an der RBS bis 2020 um drei Viertel zu reduzieren. Im Juni 2018 verkaufte sie ein Aktienpaket (7,7 % der Aktien) für 2,5 Mrd. GBP; seitdem hält sie noch 62,4 % der Aktien.
Die Royal Bank of Scotland ist nicht zu verwechseln mit der Bank of Scotland (Lloyds Banking Group).

## Geschäftsaufbau
Die RBS ist Teil der internationalen RBS Group.
In Großbritannien ist RBS der zweitgrößte Anbieter von Versicherungen. In den USA gehört Citizens Financial Group, Inc. (CFG), die in Nord- und Südamerika tätig ist, zur RBS-Gruppe und zählt zu den zehn größten Geschäftsbanken.
Im asiatisch-pazifischen Raum war RBS zeitweise eine der fünf größten Banken. Im Februar 2015 gab RBS nach Verlusten bekannt, ihre Aktivitäten in Mitteleuropa, Osteuropa, dem Mittleren Osten und Afrika ganz aufgeben zu wollen. Die Aktivitäten in Südostasien und den USA wolle man reduzieren.

## Geschichte

### 18. und 19. Jahrhundert
Die bereits seit 1695 bestehende Bank of Scotland durfte nur mit Zustimmung des schottischen Parlaments Kredite an den Staat vergeben. Um Widerständen durch das Parlament zu begegnen, wurde im Jahr 1727 die RBS durch königliches Dekret gegründet. 1728 wurde von ihr, als erster Bank der Welt, der Überziehungskredit eingeführt. In den folgenden knapp 15 Jahren kam es zwischen beiden Banken zu einem harten Verdrängungswettbewerb, den jedoch keine für sich entscheiden konnte. Anfang der 1780er Jahre begann die RBS zu expandieren und eröffnete Niederlassungen in ganz Schottland. Dies setzte sich während des ganzen 19. Jahrhunderts fort, wobei es auch zu den ersten Übernahmen anderer Institute kam.
Im Jahre 1826 brachte die RBS die ersten beidseitig bedruckten Banknoten in Umlauf.

### 20. Jahrhundert
In den 1920er Jahren kam es zu einer Konsolidierung des britischen Bankenmarktes, an der die RBS maßgeblich beteiligt war. Durch weitere Übernahmen nach dem Zweiten Weltkrieg wurde die RBS zur größten schottischen Bank und kontrollierte fast 50 % des schottischen Marktes. Die 1980er Jahre waren geprägt durch die Entwicklung von neuen Produkten wie zum Beispiel Versicherungen und von Investitionen in den USA; gleichzeitig wurden mehrere Übernahmeversuche durch andere Banken abgewehrt. In den 1990er Jahren besann sich die Bank mehr auf den britischen Markt, forcierte das Privatkundengeschäft und war Vorreiter im Telefon- und Online Banking. Durch Joint-Ventures mit der Supermarktkette Tesco und der Virgin Group wurden neue Vertriebswege beschritten. Von 1997 bis 2008 war die Leasingfirma Angel Trains ein hundertprozentiges Tochterunternehmen der RBS. Angel Trains ist eine der größten Leasinggesellschaften für Eisenbahnfahrzeuge in Europa.

### 21. Jahrhundert

#### Ausweitung des Geschäfts mit Akquisitionen
Inzwischen die fünftgrößte Bank in Großbritannien, folgte im Jahr 2000 die feindliche Übernahme der National Westminster Bank (NatWest). Vorausgegangen war Ende 1999 der Übernahmeversuch eines britischen Versicherers durch die NatWest, was im Bankensektor als falsche Strategie angesehen wurde. Dies veranlasste die Bank of Scotland zu einem Übernahmeangebot gegenüber der NatWest, was wiederum die RBS auf den Plan rief. Im Februar 2000 hatte sie genügend institutionelle Anleger der NatWest auf ihre Seite gezogen, so dass die Übernahme für 21 Milliarden Pfund zustande kam. Damit schuf sich die RBS schlagartig einen Zugang zu den amerikanischen und kontinentaleuropäischen Märkten, in denen sie bis dahin nicht sonderlich stark vertreten war.
Im August 2005 wurde eine strategische Partnerschaft mit der Bank of China (BOC) vereinbart, der zweitgrößten chinesischen Bank. Im Rahmen der Vereinbarung kaufte die RBS 10 % der BOC für 3,1 Milliarden US-Dollar und stellte ein Aufsichtsratsmitglied. Die Beteiligung, die zuletzt noch 4,26 % betrug, wurde im Januar 2009 für netto 1,6 Milliarden britische Pfund (2,34 Mrd. US-$) verkauft.
Am 14. September 2005 wurde von der britischen Königin Elisabeth II. das neue Hauptquartier der RBS in Gogarburn, westlich von Edinburgh, eröffnet, das die bisher auf zahlreiche Standorte in der Stadt verteilten Mitarbeiter aufnahm.
2007 beteiligte sich RBS an der bis dahin größten Bankenübernahme der Welt. Für 71,8 Mrd. Euro erwarb der Konzern gemeinsam mit der belgisch/holländischen Fortis-Gruppe und der spanischen Banco Santander die niederländische Großbank ABN Amro. Am 17. Oktober 2007 übernahm das Bankentrio die Führung bei ABN Amro. Die drei siegreichen Bieter wollten die niederländische Bank zerschlagen und die Geschäftsbereiche unter sich aufteilen. Als Konsortialführer bilanzierte die RBS Group die ABN Amro zunächst in ihren Büchern.
Mitte des Jahres 2008 übernahm die zur Santander-Gruppe gehörende Santander Consumer Finance das kontinentaleuropäische Konsumentenkreditgeschäft der Royal Bank of Scotland. Die Transaktion wurde zum Ende des Jahres 2008 vollzogen und umfasste die Geschäftsaktivitäten in Deutschland, den Niederlanden, Österreich und Belgien. In einigen Ländern firmiert die jeweilige Niederlassung als Santander Consumer Finance.

#### Verluste ab 2008 und Rettungsmaßnahmen
Im Zuge der Finanzkrise erlitt die Bank Verluste in Milliardenhöhe und erhielt von der britischen Regierung staatliche Finanzhilfen. Der erste Schritt erfolgte im Oktober 2008 mit einer Rekapitalisierung, bei der die Regierung rund 23 Mrd. Euro Kapital einlegte und 58 % der Anteile übernahm. Der seinerzeitige Bankchef Fred Goodwin wurde im November 2008 durch Stephen Hester abgelöst.
Durch den Verzicht auf eine Dividendenzahlung gegen Umwandlung in Aktien hielt die Regierung im Februar 2009 bereits knapp 70 % Prozent der Anteile an der RBS, als für das Geschäftsjahr 2008 von der Bank ein Verlust von 24,14 Milliarden Pfund (ca. 27 Milliarden Euro) bekannt gegeben wurde.
In der Folge pumpte die britische Regierung 2009 weitere 31,2 Milliarden Pfund (34,5 Mrd. Euro) in die britischen Krisenbanken Lloyds Banking Group und RBS. Die RBS erhielt direkt weitere 25,5 Milliarden Pfund als Beteiligungskapital, wodurch der Anteil der Regierung an der Bank auf 84 % stieg. Zusätzlich sicherte die Regierung noch 282 Mrd. Pfund an kritischen Wertpapieren im Portfolio der RBS ab. Im Gegenzug zur staatlichen Unterstützung musste die Bank Teile ihres Investmentbanking-Geschäftes und des Filialnetzes verkaufen.
Dass die Bank in finanzielle Bedrängnis geriet, lag nicht nur an der Übernahme des Konkurrenten ABN AMRO im Jahr 2007, die weder vom Management noch vom Aufsichtsrat gründlich geprüft worden war. Nach dem Bericht der Financial Services Authority (FSA) vom Dezember 2011 zu den Ursachen des Zusammenbruchs verfügte die Royal Bank of Scotland unter anderem über eine mangelnde Kernkapitalquote, überbewertete strukturierte Produkte und fehlende interne Kontrollen. Außerdem begünstigte dem Bericht zufolge das politische Umfeld die Geschäfte, denn die Royal Bank wurde ungenügend vom FSA kontrolliert, wobei die mangelnde Regulierung in der Zeit der Regierungen Blair (1997 bis 2007) als Stärke betrachtet wurde und gewollt war.
Am 12. Januar 2012 kündigte die RBS eine weitere Verkleinerung des Investmentbankings an. Gemäß einer Pressemitteilung sollten die Bereiche Aktienhandel, das Geschäft mit Börsengängen und Kapitalerhöhungen, die Beratung bei Fusionen und Übernahmen und die Betreuung von börsennotierten Unternehmen aufgegeben oder verkauft werden. Der Umbau führte zu einem erneuten Abbau von 3.500 Arbeitsplätzen. Nachdem eine Ende Januar 2012 bekannt gegebene Bonuszahlung von 1 Million Pfund (zu der Zeit etwa 1,15 Mio. Euro) an Stephen Hester auf Kritik gestoßen war, verzichtete er auf die Zahlung.

#### Seit 2012, LIBOR-Manipulation
Ende Juli 2012 gab Bankchef Stephen Hester zu, dass die RBS in die LIBOR-Manipulationen verwickelt ist; dieser Skandal wurde maßgeblich von der Generaldirektion Wettbewerb aufgedeckt. Am 3. August 2012 bestätigte die Bank die Entlassung einiger Händler aus diesem Grund.
Zugleich verkündete Hester erneut schlechte Geschäftszahlen: RBS wies für das erste Halbjahr 2012 Vorsteuerverluste in Höhe von 1,5 Milliarden Pfund aus. In der ersten Hälfte 2011 war der Verlust etwa halb so hoch gewesen. Es wurde diskutiert, ob Großbritannien die RBS komplett übernehmen sollte.
Im Juni 2013 gab Stephen Hester seinen Rückzug als Bankchef bekannt. Im Oktober 2013 übernahm der Neuseeländer Ross McEwan die operative Leitung. Er war im September 2012 von der Commonwealth Bank of Australia zur RBS gekommen.
Im November 2013 kündigte das Unternehmen die Gründung einer internen Bad Bank an, die Problempapiere im Umfang von 38 Mrd. britischen Pfund (rund 45 Mrd. Euro) abwickeln soll. Auf Druck der britischen Regierung sollten die „Giftanlagen“ innerhalb von drei Jahren abgebaut werden, wofür die Bank weitere hohe Verluste in Kauf nehmen muss. Ziel der Regierung sei, bis zu den nächsten Wahlen Kapitalanteile durch Privatisierung zurückzubekommen.
Im Februar 2020 kündigte die Royal Bank of Scotland an, den Gesamtkonzern im Laufe des Kalenderjahres 2020 zur NatWest Group umzufirmieren. Die RBS übernimmt somit den Namen der im Jahr 2000 übernommenen Tochtergesellschaft NatWest.

#### Systematische Ruinierung von Kleinunternehmen für Profit
Laut Berichten von BuzzFeed News und der BBC Newsnight hat die Royal Bank of Scotland über ihren Geschäftszweig Global Restructuring Group Tausende von britischen Kleinunternehmen systematisch ruiniert, um zusätzliche Gewinne in Milliardenhöhe zu erzielen. Der Anschuldigung zufolge, welche sich auf mehrere tausend geleakte interne Dokumente beruft, wurde in einem „Cash for Dash“ genannten Schema Angestellten Boni gezahlt, um Firmen zu finden, die leicht unter Druck gesetzt werden konnten. Die Unternehmen wurden dann z. B. mit massiven Gebühren, Strafzahlungen, Zinserhöhungen und Kreditkündigungen belegt, so dass deren Besitz oft zu Billigstpreisen aufgekauft werden konnte.

## Personen
Im Laufe der Zeit hatten die Personen an der Spitze der Bank unterschiedliche Bezeichnungen: Cashier, General Manager, Managing Director, Chief Executive.
| Nr. | Name                            | Amtsantritt | Titel   | Nr. | Name                  | Amtsantritt | Titel           |
| --- | ------------------------------- | ----------- | ------- | --- | --------------------- | ----------- | --------------- |
| 1.  | Allan Whitefoord                | 1727        | Cashier | 13. | Adam Tait             | 1907        | ?               |
| 2.  | John Campbell                   | 1745        | ?       | 14. | Alexander Kemp Wright | 1917        | ?               |
| 3.  | George Innes                    | 1777        | ?       | 15. | William Whyte         | 1933        | ?               |
| 4.  | William Simpson                 | 1780        | ?       | 16. | John McArthurThomson  | 1944        | ?               |
| 5.  | George Mitchell                 | 1808        | ?       | 17. | Walter Ballantyne     | 1953        | ?               |
| 6.  | William Mitchell                | 1816        | ?       | 18. | George Robertson      | 1965        | ?               |
| 7.  | Andrew Bogle                    | 1825        | ?       | 19. | Alexander Robertson   | 1969        | ?               |
| 8.  | John Thomson                    | 1827        | ?       | 20. | John Burke            | 1969        | ?               |
| 9.  | Robert Sym Wilson               | 1845        | ?       | 21. | Charles Winter        | 1982        | ?               |
| 10. | Laurence Robertson              | 1856        | ?       | 22. | Sir George Mathewson  | 1992        | Chief Executive |
| 11. | James Simpson Fleming           | 1871        | ?       | 23. | Fred Goodwin          | 2000        | Chief Executive |
| 12. | David Robertson Williamson Huie | 1892        | ?       | 24. | Stephen Hester        | 2008        | Chief Executive |

## Banknoten
Ähnlich wie es in Deutschland bis in die 1920er Jahre für mehrere Privatnotenbanken üblich war, so haben bis heute unter anderem die Bank of Scotland, die Clydesdale Bank und die Royal Bank of Scotland das Recht, eigene Banknoten auszugeben. Die Noten der RBS lauten wie die der Bank of England auf Pfund Sterling; sie werden in Schottland allgemein, in England gelegentlich, als Zahlungsmittel akzeptiert, sind aber kein gesetzliches Zahlungsmittel. Bei Druck und Ausgabe der Noten sind die Vorgaben der Bank of England maßgeblich.

## Deutschsprachige Länder

### Deutschland
1993 wurde, damals noch unter dem Dach der National Westminster Bank, in Ratingen bei Düsseldorf das Kredit- und Finanzierungsgeschäft aufgebaut. Nach der Übernahme der Kreditkartensparte der Santander Direktbank im Jahr 2003 betätigte sich das Unternehmen auch als Kreditkartenemittent und als Europazentrale für die vorgenannten Geschäftsfelder. In Zusammenarbeit mit Tchibo vergibt das Unternehmen seit 2003 Konsumentenkredite.
In Teltow bei Berlin befindet sich das konzerneigene Versicherungsunternehmen Direct Line, welches aus der 2001 übernommenen Allstate Direct hervorging. In Frankfurt am Main ist die RBS WorldPay angesiedelt, welche Zahlungssysteme vertreibt und Zahlungsströme abwickelt.
Das Firmenkundengeschäft ist in Frankfurt am Main ansässig, wo sich auch die das deutsche Geschäft der RBS steuernde Holding befindet. Vor der Finanzkrise hatte die RBS sich in großem Ausmaß bei deutschen Unternehmen engagiert. Sie war an der Finanzierung von milliardenschweren kreditfinanzierten Übernahmen beteiligt, u. a. als die Schaeffler-Gruppe den Autozulieferer Continental schluckte. Zeitweise war sie – von den einheimischen Instituten abgesehen – der größte Kreditgeber deutscher Großkonzerne.
Die Aktien der RBS Group werden an den Börsenplätzen Berlin, Düsseldorf, Frankfurt, Hamburg, Stuttgart, München und im Xetra gehandelt. Hier finden allerdings nur etwa 1 % des weltweiten Umsatzes statt. In den Jahren 2002 und 2007 übersprang der Kurs die 9-Euro-Marke, fiel jedoch durch die Finanzkrise im Jahre 2007 innerhalb von 2 Jahren auf 0,10 Euro (Tiefstand im Januar 2009) und damit einen Bruchteil seines Wertes. Durch die Verstaatlichung hat sich der Kurs etwas erholt.

### Österreich
In Wien war die RBS seit 1998 unter dem Markennamen Comfort Card als Warenfinanzierer für den Endverbraucher sowie inzwischen auch als Kreditgeber und Kreditkartenemittent tätig. Mit der Übernahme des europäischen Konsumentenkreditgeschäfts der RBS durch die Santander Consumer Finance gehört der Geschäftsbereich in Österreich nun ebenfalls zur Santander Consumer Finance. Als Niederlassung der deutschen Gesellschaft ursprünglich mit eigener Verwaltung und Call-Center aufgebaut, befindet sich heute vor Ort nur noch ein Vertriebsbüro. Die anderen Aufgaben werden inzwischen von Ratingen aus abgewickelt.

### Schweiz
Ende 2003 übernahm RBS die 1869 gegründete Bank von Ernst & Cie AG für 225 Millionen Euro und fusionierte diese mit ihrer Schweizer Tochtergesellschaft Coutts & Co AG, die seit 2011 unter dem Namen Coutts & Co AG firmiert.